# West Berkshire
West Berkshire är en enhetskommun i Berkshire i England,  Storbritannien. Kommunen har 162 215 invånare (2022). Huvudort är Newbury. Distriktet hette tidigare Newbury, och var en del av det administrativa grevskapet Berkshire. Den 1 april 1998 blev alla distrikt i Berkshire enhetskommuner och distriktet ändrade namn.
West Berkshire är indelat i civil parishes, som används för visst lokalt självstyre:

- Aldermaston
- Aldworth
- Ashampstead
- Basildon (med orten Upper Basildon)
- Beech Hill
- Beedon
- Beenham
- Boxford
- Bradfield
- Brightwalton
- Brimpton
- Bucklebury
- Burghfield
- Catmore
- Chaddleworth
- Chieveley
- Cold Ash
- Combe
- Compton
- East Garston
- East Ilsley
- Enborne
- Englefield
- Farnborough
- Fawley
- Frilsham
- Great Shefford
- Greenham
- Hampstead Marshall
- Hampstead Norreys
- Hermitage
- Holybrook  (med del av orten Calcot)
- Hungerford
- Inkpen
- Kintbury
- Lambourn
- Leckhampstead
- Midgham
- Newbury
- Padworth
- Pangbourne
- Peasemore
- Purley on Thames
- Shaw cum Donnington
- Speen
- Stanford Dingley
- Stratfield Mortimer
- Streatley
- Sulham
- Sulhamstead
- Thatcham
- Theale
- Tidmarsh
- Tilehurst (med del av orten Calcot)
- Ufton Nervet
- Wasing
- Welford (med orten Wickham)
- West Ilsley
- West Woodhay
- Winterbourne
- Wokefield
- Woolhampton
- Yattendon